# Notícias de uma Guerra Particular
Notícias de uma Guerra Particular é um documentário brasileiro de 1999, o primeiro longa-metragem dirigido por João Moreira Salles e Kátia Lund.

## Produção
O documentário retrata o cotidiano dos traficantes e moradores da favela Santa Marta, no Rio de Janeiro. Resultado de dois anos (1997 - 1998) de entrevistas com pessoas ligadas diretamente ao trafico de entorpecentes, com moradores que vislumbram esta rotina de perto e policiais, o documentário traça um paralelo entre as falas de moradores, dos traficantes e da polícia, colocando todos no mesmo patamar de envolvimento em uma guerra que não é uma "guerra civil", mas uma "guerra particular".
O título do documentário de Salles é encontrado no conteúdo de uma das entrevistas; na fala do ex-capitão do BOPE, Rodrigo Pimentel. Outras falas importantes presentes nas entrevistas denunciam o apartheid social em que se encontra a população do Rio de Janeiro, como de uma autoridade de segurança pública: "(...)a polícia precisa ser corrupta e violenta, nós fazemos a segurança do Estado, (...) temos que manter os excluídos sob controle. Vivemos numa sociedade injusta e a polícia garante essa sociedade injusta (...)"
O filme fez sua estreia no canal de televisão a cabo GNT em 14 de abril de 1999. Em 2000, foi incluído no festival de cinema documental É Tudo Verdade, onde ganhou o prêmio de melhor documentário brasileiro de longa metragem.
1. ↑  «GNT ouve os vários lados do crime». Folha de S.Paulo. Consultado em 14 de março de 2025
2. ↑  «Moreira Salles e Van der Keuken vencem 'É Tudo Verdade'». Folha de S.Paulo. Consultado em 14 de março de 2025